# Смицнюк, Иван
Иван Смицнюк (1770 — 1843) — защитник прав крестьян, солдат в отставке.

## Биография
Иван Смицнюк родился в июле 1770 году в селе Ямница в Речи Посполитой.
Был солдатом австрийской армии в отставке.
Из-за чрезмерных налогов для крестьян, собираемых управляющими (Павликовский, Колистинский, Зелинский и Шишковский), общественность отправила своего посланника к австрийскому императору с требованием помочь ослабить произвол чиновников, которым и стал Иван Смицнюк. Он дважды пешком ходил в Вену (1835, 1840), а также писал жалобы императору и окружной комиссии.
За эти действия управитель села Ямница Михаил Шишковский в 1834 году приказал убить Смицнюка. Его привязали к коням, и они волокли его до тех пор, пока он не умер.

## Память
На сельском кладбище в 1905 году была установлена символическая могила-памятник Ивана Смицнюка.